# Retreat (Le Cap)
Pour les articles homonymes, voir Retreat.
Retreat (retraite dans le sens battre en retraite en français) est une banlieue du sud-est de la ville du Cap en Afrique du Sud.

## Localisation
Retreat se situe entre Main Road à l'ouest(la M4) et Prince George Drive (la M5) à l'est. A l'ouest se trouvent les quartiers de Kirstenhof et Bergvliet, au sud ceux de Steenberg et de Lavender Hill, à l'est le township de Grassy Park et au nord se trouve le quartier de Heathfield.

## Démographie
Selon le recensement de 2011, Retreat compte 25 745 résidents, principalement issu de la communauté coloured (84,02 %). Les noirs, population majoritaire dans le pays, représentent 9,15 % des habitants tandis que les blancs ne sont que 3,13 % des résidents.
Les habitants sont à 59,22 % de langue maternelle anglaise, à 34,77 % de langue maternelle afrikaans et à 0,87 % de langue maternelle xhosa.

## Histoire
Le nom de Retreat fait référence au lieu où les Hollandais s'étaient retirés (avaient battu en retraite) après avoir perdu la bataille de Muizenberg (1795) contre la marine anglaise. Durant l'apartheid, le quartier de Retreat fut affecté comme zone résidentielle à la seule population coloured.

## Politique
Situé dans les 18è et 20e arrondissement (subcouncil) du Cap, Retreat se partage entre 3 wards acquis politiquement à l'Alliance démocratique (2016-2021) : 
- le ward 71 : Kirstenhof - Tokai - Heathfield - Westlake - Steenberg (partiellement) - Lakeside (partiellement) - Retreat (ouest de la ligne de chemin de fer) - Bergvliet (partiellement) - Constantia (partiellement) [3]
- le ward 72 : Elfindale - Heathfield (partiellement) - Steenberg (partiellement)- Retreat (est de la ligne de chemin de fer et ouest de Crest Way, Seventh Avenue, Retreat Road et Prince George Drive) - Southfield (partiellement)[4]
- le ward 110 : Lavenderhill (partiellement) - Steenberg (partiellement) - Retreat (sud de Retreat Road et est de Seventh Avenue) - Grassy Park (partiellement)[5]